# 아무도 없었던 여름
"아무도 없었던 여름"은 한국에서 제작된 정인엽 감독의 1974년 영화이다. 경인하 등이 주연으로 출연하였고 김인동이 제작에 참여하였다.

## 출연

### 주연
- 경인하
- 나하영
- 장혁